# Patrick Whitefield
Patrick Whitefield (né Patrick R. Vickers) est né le 11 février 1949, mort le 27 février 2015. D'origine britannique, il est à la fois professeur en permaculture et contributeur de la revue Permaculture Magazine. Il est considéré comme l'un des précurseurs de la permaculture et fait figure d'autorité en Europe.

## Éléments biographiques
Né à Devizes dans le Wiltshire, Patrick Vickers grandit dans une  petite ferme à Somerset avant d'étudier l'agriculture au Shuttleworth College , dans le Bedfordshire. Après avoir travaillé plusieurs années au Moyen-Orient et en Afrique dans l'agriculture, il retourne à Somerset. 
Il achète,  près de Butleigh, White Field une prairie destinée à faire du foin, dans le but de la conserver comme réserve naturelle. Par la suite, il prend le nom du terrain, qu'il confie 25 ans plus tard, à la Somerset Wildlife Trust.
En plus de son activité de maraicher, il est membre de Ecology Party (précurseur du Parti vert d'Angleterre et du Pays de Galles) et s'est impliqué dans les premières années du festival de musique de Glastonbury. 
Dès 1990, il est un acteur influent de la  permaculture, développant sa propre approche. Il est interviewé dans plusieurs émissions de télévision prônant la permaculture, notamment les émissions It's Not Easy Being Green (2006) et A Farm for the Future (2008) de la BBC.
Il rédige de nombreux ouvrages et devient professeur en permaculture et contributeur de la revue Permaculture Magazine.

## Publications

### Ouvrages

#### Ouvrages en anglais
- Tipi living, Unique Publications, 1987
- Permaculture in a nutshell, Permanent Publications, 1993
- How to make a forest garden, Permanent Publications, 1996
- The Earth Care Manual : A Permaculture Handbook For Britain & Other Temperate Climates, Permanent Publications, 2004
- The living landscape, Permanent Publications, 2009
- Minimalist gardener The: Low Impact, No Dig Growing, Permanent Publications, 2017

#### Ouvrages traduits en français
- Graines de permaculture  (trad. de l'anglais), La-Chapelle-sous-Uchon, Passerelle éco, 2010, 106 p. (ISBN 978-2-9533448-1-3, BNF 42639415)
- Créer un jardin-forêt : une forêt comestible de fruits, légumes, aromatiques et champignons au jardin [« How to make a forest garden »]  (trad. de l'anglais par Véronique Valentin, Anne Derouet, Annie Duflo, Kristen Lagadec et Richard Wallner), Marsac, Imagine un colibri, 2012, 2e éd. (1re éd. 2011), 192 p. (ISBN 978-2-9537344-2-3, OCLC 798386045, BNF 42657039, SUDOC 161940307, présentation en ligne).